# 海利根贝格
海利根贝格（德語：Heiligenberg，發音：[ˈhaɪlɪɡn̩ˌbɛʁk]）是德国巴登-符腾堡州蒂宾根行政区博登湖县的市镇，面积40.75平方千米，人口为人。